# Anthony Head
Anthony Stewart Head (Londra, 20 febbraio 1954) è un attore britannico.
Anthony Head è un attore e cantante inglese apparso in teatro, cinema e televisione. È maggiormente conosciuto in Italia per aver interpretato Rupert Giles nella serie televisiva statunitense Buffy l'ammazzavampiri, il Primo Ministro inglese nello show comico britannico Little Britain, e Uther Pendragon nella serie Merlin. Ha raggiunto la notorietà in America grazie ad una serie di spot pubblicitari del Nescafé (Gold Blend) trasmessi anche nel Regno Unito. È solitamente accreditato come Anthony Head in Inghilterra, con il suo nome completo in America, e altrove, occasionalmente, come Tony Head.

## Biografia
Head è nato a Camden Town, Londra. Suo padre era Seafield Head, regista di documentari e fondatore della Verity Films, e sua madre l'attrice Helen Shingler. Suo fratello maggiore è l'attore e cantante Murray Head. Entrambi i fratelli hanno interpretato Freddy Trumper nel musical Chess al Prince Edward Theatre di Londra; Murray fece parte del cast originale del 1986 e Anthony di quello finale, nel 1989.
Head vive vicino a Bath, nel Somerset con la compagna Sarah Fisher con la quale non si è mai sposato poiché "non ne sentivano la necessità" nonostante siano insieme da quasi 20 anni. La sua tenuta, Tilley Farm (amministrata da Sarah) è una dei più importanti centri del TTEAM e TTOUCH del Regno Unito e Irlanda (si occupano di Pet therapy). Anthony ha due figlie anche esse attrici, Emily Rose Head (15 dicembre 1988) e Daisy Head (7 marzo 1991). Possiede anche una casa a Los Angeles.

### Carriera
Head ha frequentato la London Academy of Music and Dramatic Art (LAMDA). Il suo primo ruolo è stato nel musical Godspell grazie al quale ha ottenuto altre parti in televisione sia sulla BBC che su ITV; una delle prime è stata la comparsa nella serie Nemico alla porta (Enemy at the Door, ITV, 1978–1980). All'inizio degli anni '80 ha suonato con la band Red Box. Verso la fine del 1980 è apparso in una serie di dodici spot pubblicitari con Sharon Maughan per la Nescafé Gold Blend. La natura simile alla soap opera degli spot gli ha dato ampia notorietà, insieme al ruolo di BJ Bentley nella serie commedia Un cane di nome Wolf (Woof!) sulla Children's ITV.
Dopo il successo a teatro e un numero di brevi apparizioni sulla TV statunitense, come nella breve serie fantascientifica VR-5, ha ottenuto il ruolo di Rupert Giles nella serie televisiva statunitense Buffy l'ammazzavampiri nel 1997. Per questo ha vissuto negli Stati Uniti a tempo pieno durante la fine degli anni '90 e l'inizio del 2000, sebbene la sua famiglia abbia continuato a vivere nel Regno Unito. Head ha lasciato il cast regolare di Buffy durante la sesta stagione dello show e successivamente è spesso apparso come guest star. Durante quel periodo ha affermato in molte interviste di aver lasciato lo show per poter passare più tempo con la sua famiglia, poiché avendo trascorso la maggior parte di quegli anni all'estero si era perso gran parte della vita della figlia minore.
Nel 2002 ha interpretato James nella serie TV inglese Manchild, prodotta dalla BBC Two. È anche apparso come guest star in varie serie drammatiche, come Silent Witness, Murder Investigation Team, e Spooks. È apparso nella quarta stagione della popolare sitcom inglese My Family nei panni del padre di uno dei personaggi principali (Abi) nell'episodio "May the Best Man Win". Dal 2003 al 2005 ha interpretato il Primo Ministro Michael Stevens nella famosa serie di sketch comici Little Britain, e nel 2004 ha interpretato Chester Grant in alcuni episodi della serie drammatica Monarch of the Glen.
Oltre il lavoro in televisione ha pubblicato anche un album musicale, Music for Elevators, con l'artista George Sarah. All'inizio della sua carriera ha prestato la sua voce in alcuni brani dell'album di Chris de Burgh The Getaway e in Don't Pay The Ferryman ha recitato le frasi tratte da La tempesta udibili in sottofondo.
Nel 2001 ha interpretato il Signore del Tempo Valentine in uno speciale webcast della popolare serie fantascientifica inglese Doctor Who, una storia chiamata Death Comes to Time. Ha anche partecipato all'Excelis Trilogy, una serie di avventure audio di Doctor Who prodotte dalla Big Finish Productions, e nel 2005 è stato il narratore per la BBC Radio 2 del documentario in due parti Regeneration, riguardante la rinascita di Doctor Who come serie televisiva. Nell'aprile del 2006 ha interpretato Mr. Finch (un alieno preside di una scuola) nell'episodio School Reunion della seconda stagione delle avventure del Decimo Dottore. Poco dopo ha registrato un breve audio libro della storia di Doctor Who The Nightmare of Black Island di Mike Tucker. Ha narrato la terza e quarta serie dei Doctor Who Confidential. Ha anche doppiato il personaggio di Baltazar, Flagello dell'Universo (un pirata dello spazio) nel primo speciale animato di Doctor Who, The Infinite Quest. Precedentemente Head aveva fatto un'audizione per il ruolo dell'Ottavo Dottore del 1996, andato poi a Paul McGann.
Agli inizi del 2006 è apparso in un episodio di Hotel Babylon, una serie drammatica della BBC ambientata di un hotel, in cui interpreta un cantante suicida che il protagonista tenterà di salvare. Lo stesso anno ha girato un pilot insieme a Kim Cattrall per un nuovo show targato ABC, Him and Us, basato sulla vita della rock star apertamente gay Elton John. A luglio è apparso nelle vesti di Capitan Uncino al Children's Party at the Palace, uno spettacolo dal vivo presentato nei cortili del Buckingham Palace in onore dell'ottantesimo compleanno della regina Elisabetta II. Nell'ottobre del 2006 ha doppiato Ponsonby, capo dell'M16, in Destroy All Humans! 2.
Nel 2007 è apparso in Bleak Expectations, una commedia per la radio, ha interpretato il fratello gay di Stockard Channing nel film inglese Sparkle e ha vestito i panni di Mr Colubrine nella serie drammatica Sold, in onda su ITV 1. Head è anche stato il narratore di Heroes Unmasked, un documentario della BBC girato dietro le quinte della serie televisiva statunitense Heroes. Successivamente ha interpretato Maurice Riley nella serie drammatica inglese The Invisibles.
Originariamente avrebbe dovuto interpretare una delle vittime di Sweeney Todd in Sweeney Todd - Il diabolico barbiere di Fleet Street e avrebbe dovuto cantare una delle canzoni del musical come solista. Ma a causa di una malattia della figlia di Johnny Depp i tempi si sono ristretti e il personaggio di Head, come quello di altri tredici attori, è stato tagliato. Così, Anthony ha fatto solo un breve cameo.
Nel 2008 ha interpretato Duncan nel film inglese indipendente Macbeth, non ancora uscito. Fa parte del cast regolare della serie tv inglese Merlin, in onda sulla BBC, in cui interpreta Uther Pendragon, padre di re Artù. Veste inoltre i panni di Nathan Wallace, alias Repo Man, uno dei protagonisti del musical horror statunitense Repo! The Genetic Opera di Darren Lynn Bousman, in uscita il 7 novembre in America.

## Filmografia

### Cinema
- L'amante di Lady Chatterley (Lady Chatterley's Lover), regia di Just Jaeckin (1981)
- Una preghiera per morire (A Prayer for the Dying), regia di Mike Hodges (1987)
- The Zero Option, regia di Sarah Hellings (1988)
- I'll Be There - Mio padre è una rockstar (I'll Be There), regia di Craig Ferguson (2003)
- Fat Slags, regia di Ed Bye (2004)
- Framing Frankie, regia di Ben Allen (2005)
- Imagine Me & You, regia di Ol Parker (2005)
- Scoop, regia di Woody Allen (2006)
- Sparkle, regia di Tom Hunsinger, Neil Hunter (2007)
- Amelia and Michael, regia di Daniel Cormack - cortometraggio (2007)
- Sweeney Todd - Il diabolico barbiere di Fleet Street (Sweeney Todd: The Demon Barber of Fleet Street), regia di Tim Burton (2007)
- Repo! The Genetic Opera, regia di Darren Lynn Bousman (2008)
- Ella, regia di Dan Gitsham - cortometraggio (2011)
- Finalmente maggiorenni (The Inbetweeners Movie), regia di Ben Palmer (2011)
- The Great Ghost Rescue, regia di Yann Samuell (2011)
- Ghost Rider - Spirito di vendetta (Ghost Rider: Spirit of Vengeance), regia di Mark Neveldine e Brian Taylor (2011)
- The Iron Lady, regia di Phyllida Lloyd (2011)
- Percy Jackson e gli dei dell'Olimpo - Il mare dei mostri (Percy Jackson: Sea of Monsters), regia di Thor Freudenthal (2013)
- Convenience, regia di Keri Collins (2013)
- Real Life, regia di Laurence Relton - cortometraggio (2013)
- Hereafter, regia di Johnny Kenton - cortometraggio (2013)
- Death of a Farmer, regia di Jack Eve (2014)
- Cuori in volo (Flying Home), regia di Dominique Deruddere (2014)
- Rocky Horror Show Live, regia di Christopher Luscombe (2015)
- La spia russa (Despite the Falling Snow), regia di Shamim Sarif (2016)
- The Brother, regia di Ryan Bonder (2016)
- A spasso con Bob (A Street Cat Named Bob), regia di Roger Spottiswoode (2016)
- Feedback, regia di Pedro C. Alonso (2019)
- Upgraded - Amore, arte e bugie (Upgraded), regia di Carlson Young (2024)

### Televisione
- Nemico alla porta (Enemy at the Door) - serie TV, episodi 1x04-1x05 (1978)
- Lillie - miniserie TV, parte 1 (1978)
- Accident - serie TV, episodio 1x03 (1978)
- Jackanory Playhouse - serie TV, episodio 7x02 (1979)
- I Mallen (The Mallens) - serie TV, episodi 1x01-1x02 (1979)
- Secret Army - serie TV, episodio 3x04 (1979)
- Love in a Cold Climate - miniserie TV, parti 2-3-4 (1980)
- L'asso della Manica (Bergerac) - serie TV, episodio 1x05 (1981)
- BBC2 Playhouse - serie TV, episodio 8x04 (1981)
- Celebrity Playhouse - serie TV, episodio 1x02 (1981)
- The Comic Strip Presents... - serie TV, episodi 2x07, 4x02 (1981, 1984)
- Gli occhi dei gatti (C.A.T.S. Eyes) - serie TV, episodio 1x01 (1985)
- Howards' Way - serie TV, 6 episodi (1985)
- Boon - serie TV, episodio 2x03 (1987)
- Pulaski - serie TV, episodio 1x02 (1987)
- Rockliffe's Babies - serie TV, episodio 2x02 (1988)
- Les Girls - serie TV, episodio 1x01 (1988)
- La collina del diavolo, regia di Vittorio Sindoni - film TV (1988)
- Hard Cases - serie TV, episodio 2x06 (1989)
- Un cane di nome Wolf (Woof!) - serie TV, episodi 3x07-3x08 (1991)
- I detectives (The Detectives) - serie TV, episodio 1x04 (1993)
- Highlander - serie TV, episodio 1x21 (1993)
- Royce, regia di Rod Holcomb - film TV (1994)
- The Trial of Lord Lucan, regia di Richard Signy (1994)
- VR.5 - serie TV, 10 episodi (1995-1997)
- Ghostbusters of East Finchley - serie TV, episodio 1x05 (1995)
- NYPD - New York Police Department (NYPD Blue) - serie TV, episodio 3x08 (1995)
- Roger Roger, regia di Tony Dow - film TV (1996)
- Jonathan Creek - serie TV, episodio 1x01 (1997)
- Buffy l'ammazzavampiri (Buffy, the Vampire Slayer) - serie TV, 122 episodi (1997-2003) - Rupert Giles
- Due ragazzi e una ragazza (Two Guys, a Girl and a Pizza Place) - serie TV, episodio 2x20 (1999)
- Best Actress, regia di Harvey Frost - film TV (2000)
- Testimoni silenziosi (Silent Witness) - serie TV, episodi 5x03-5x04 (2001)
- Spooks - serie TV, episodio 1x04 (2002)
- Manchild - serie TV, 15 episodi (2002-2003)
- Pancho Villa - La leggenda (And Starring Pancho Villa as Himself), regia di Bruce Beresford - film TV (2003)
- Reversals, regia di David Evans - film TV (2003)
- My Family - serie TV,  episodi 4x12-5x16 (2003-2005)
- Little Britain - serie TV, 22 episodi (2003-2006)
- New Tricks - Nuove tracce per vecchie volpi (New Tricks) - serie TV, episodio 1x02 (2004)
- Monarch of the Glen - serie TV, 4 episodi (2004)
- M.I.T.: Murder Investigation Team - serie TV, episodio 2x02 (2004)
- Rose and Maloney - serie TV, episodio 3x02 (2004)
- Hotel Babylon - serie TV, episodio 1x02 (2006)
- Doctor Who - serie TV, episodio 2x03 (2006)
- The Children's Party at the Palace, regia di Claire Popplewell e Ben Warwick - film TV (2006)
- Him and Us, regia di Charles Shyer - episodio pilota scartato (2006)
- The Rocky Horror Tribute Show, regia di Robin Lough - film TV (2006)
- Little Britain Live, regia di Geoff Posner (2006)
- The Magic Door, regia di Paul Matthews - film TV (2007)
- Persuasione (Persuation), regia di Adrian Shergold - film TV (2007)
- Sensitive Skin - serie TV, episodi 2x03-2x06 (2007)
- Sold - serie TV, 6 episodi (2007)
- Freezing - serie TV, episodio 1x02 (2008)
- The Invisibles - serie TV, 6 episodi (2008)
- Merlin - serie TV, 43 episodi (2008-2012) - Uther Pendragon
- The Selection, regia di Alex Graves - episodio pilota scartato (2013)
- Free Agents - serie TV, 6 episodi (2009)
- Free Agents - serie TV, 8 episodi (2011-2012)
- Dancing on the Edge - miniserie TV, 5 episodi (2013)
- NTSF:SD:SUV:: - serie TV, episodio 3x10 (2013)
- You, Me & Them - serie TV, 12 episodi (2013-2015)
- Dominion - serie TV, 21 episodi (2014-2015)
- Galavant - serie TV, episodio 1x07 (2014)
- Yonderland - serie TV, episodio 2x07, 3x09 (2015-2016)
- Drunk History: UK - serie TV, episodi 2x05-2x06 (2016)
- Guilt - serie TV, 5 episodi (2016)
- Still Star-Crossed - serie TV, 7 episodi (2017)
- Girlfriends - serie TV, 5 episodi (2018)
- The Split - serie TV, 6 episodi (2018)
- Vanity Fair - La fiera delle vanità (Vanity Fair) – miniserie TV, parti 5-6-7 (2018)
- The Cruise - serie TV, episodio 6x01 (2019)
- Motherland: Fort Salem - serie TV, 4 episodi (2019-2022)
- Jack Ryan - serie TV, episodi 2x04, 2x05 (2019)
- The Stranger - miniserie TV (2020)
- Fhjhi - serie TV, episodi 2x04, 2x05 (2021)
- Bridgerton - serie TV, episodio 2x05 (2022)
- Ted Lasso - serie TV, 18 episodi (2020-2023)

### Doppiaggio
- Buffy the Vampire Slayer - videogioco (2002)
- Fillmore! - serie TV, episodi 1x05-1x09 (2002)
- Doctor Who: Death Comes to Time - miniserie TV, parte 2 (2002)
- Buffy the Vampire Slayer: Chaos Bleeds - videogioco (2003)
- Buffy the Vampire Slayer: The Animated Series - cortometraggio (2004)
- Destroy All Humans! 2 - videogioco (2006)
- Doctor Who: The Infinite Quest, regia di Gary Russell - film TV (2007)
- Flip's Twisted World - videogioco (2010)
- Goool! (Metegol), regia di Juan José Campanella (2013)
- Shadowhunters (Shadowhunters: The Mortal Instruments) - serie TV, episodio 2x20 (2017)
- Batman contro Jack lo squartatore (Batman: Gotham by Gaslight), regia di Sam Liu (2018)

## Doppiatori italiani
Nelle versioni in lingua italiana dei suoi lavori, Anthony Head è stato doppiato da:
- Stefano Benassi in Buffy l'ammazzavampiri, Vanity Fair - La fiera delle vanità, Shadowhunters, Upgraded - Amore, arte e bugie
- Massimo Lodolo in Due ragazzi e una ragazza, Manchild, The Stranger, Feel Good
- Stefano De Sando in Dominion, Spooks
- Gino La Monica in The Iron Lady, A spasso con Bob
- Fabrizio Pucci in Ted Lasso, The Devil's Hour
- Gianni Williams in Una preghiera per morire
- Sergio Di Giulio in Imagine Me & You
- Luca Biagini in Finalmente maggiorenni
- Davide Marzi in Ghost Rider - Spirito di vendetta
- Saverio Indrio in Percy Jackson e gli dei dell'Olimpo - Il mare dei mostri
- Michele Gammino in Merlin
- Pasquale Anselmo in Doctor Who
- Antonio Sanna in Guilt